# 孟买七岛
孟买七岛已经合并组成孟买市：
1. 孟买岛（Isle of Bombay）
2. 可拉巴岛（Colaba）
3. 小可拉巴岛（Little Colaba）或老妇人岛（Old Woman's Island）
4. 马希米岛（Mahim）
5. 玛扎加恩岛（Mazagaon）
6. 帕雷尔岛（Parel）
7. 沃里岛（Worli）

附近的岛屿Trombay和撒尔塞特岛都被并入大孟买都会区。
附近被保留的岛屿还有：
- 象岛（Gharapuri Island/Elephanta Island）
- Butcher岛
- Middle Ground Coastal Battery
- 牡蛎岩石岛（Oyster Rock）
- East Ground

- 原始孟買七島 (1670年)
- 舊孟買島 (1764年)
- 舊孟買島 (1893年)
- 舊孟買島、Trombay島與撒爾塞特島 (1893年)
- 孟買市區 (黃) 在撒爾塞特島的位置 (2005年)